# Kanton Quimper-3
Kanton Quimper-3 (fr. Canton de Quimper-3) je francouzský kanton v departementu Finistère v regionu Bretaň. Skládá se ze tří obcí.

## Obce kantonu
- Plomelin
- Pluguffan
- Quimper (část)